# Hibakusha

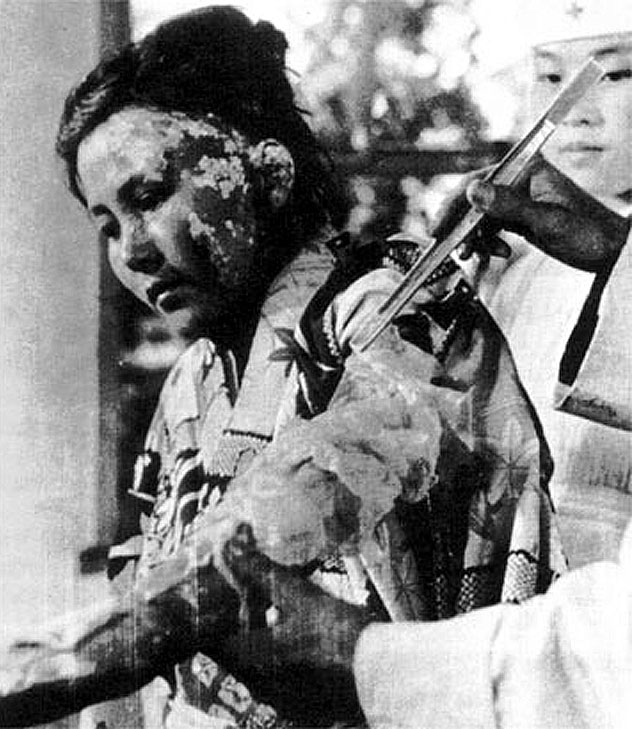
Toyoko Kugata, hibakusha de 22 ans, recevant des traitements à l'hôpital de la Croix-Rouge de Hiroshima le 6 octobre 1945.

Hibakusha (被爆者, personne affectée par la bombe ou, plus récemment 被曝者, personne affectée par l'exposition) est un terme qui désigne généralement les victimes des bombardements atomiques d'Hiroshima et de Nagasaki les 6 et 9 août 1945 sur  l'ordre de Harry S. Truman.

## Définition
Le terme hibakusha est un emprunt linguistique d'un mot japonais écrit en kanji signifiant « personne affectée par la bombe ». S'il a pu être utilisé en japonais pour toute victime de bombe dans sa forme 被爆者 : hi (被, « affecté ») + baku (爆, « bombe ») + sha (者, « personne »), sa démocratisation au niveau mondial a conduit à une définition concernant les victimes des bombes nucléaires larguées au Japon par l'armée américaine les 6 et 9 août 1945.
Les victimes des bombes nucléaires à Hiroshima et Nagasaki ayant été les premières victimes de telles armes, le terme en japonais a été repris pour les désigner spécifiquement mais est aussi utilisé pour d'autres victimes de bombes nucléaires, telles que celles des essais nucléaires de Bikini, d'Algérie, des États-Unis (particulièrement dans l'État du Nevada), des Iles Marshall, du Tibet, au Kazakhstan et dans le Xinjiang et celles d'armes à uranium appauvri, dont celle probable de Fallujah en 2004.
Les mouvements et associations anti-nucléaires, notamment les associations de hibakusha, ont élargi le terme pour désigner toute victime directe de désastre nucléaire, et notamment celles de la centrale nucléaire de Fukushima. Il leur est donc préféré l'écriture 被曝者 : hi (被, « affecté ») + baku (曝, « exposition ») + sha (者, « personne »), soit « personne affectée par l'exposition », sous-entendu « personne affectée par l'exposition nucléaire ». Cette définition tend depuis 2011 à être reprise,.
Le statut juridique de hibakusha est reconnu à certaines personnes, principalement par le gouvernement japonais.
On note que le mot hibakushi a pu également être emprunté, notamment par Svetlana Aleksievitch dans son essai La Supplication : Tchernobyl, chroniques du monde après l'apocalypse (1997).

## Chiffres
Le gouvernement japonais a reconnu le statut de hibakusha à environ 650 000 personnes.
En mars 1981, il y avait 372 264 hibakusha en vie reconnus par le gouvernement japonais. En mai 2005, ils étaient 266 598. Au 31 mars 2018, 154 859 étaient encore en vie, principalement au Japon. Selon le recensement de 2020, 136 682 seraient en vie au 75e anniversaire de la bombe.
Les mémoriaux à Hiroshima et Nagasaki contiennent les noms des hibakusha reconnus et décédés depuis les bombardements. Les listes sont mises à jour annuellement à l'anniversaire des bombardements. En août 2018, les mémoriaux contenaient les noms de 495 000 hibakusha ; 314 118 à Hiroshima et 179 226 à Nagasaki.
Le nombre de personnes tuées par l'explosion, la chaleur et la tempête de feu, est difficile à déterminer et seules des estimations sont disponibles. Le département de l'Énergie des États-Unis (DOE) reprend les données de l'enquête de bombardements stratégiques des États-Unis (en) (ou USSBS) et avance les nombres de 70 000 personnes pour Hiroshima et de 40 000 personnes pour Nagasaki. Pour sa part, le musée du mémorial pour la paix d'Hiroshima avance le nombre de 140 000 morts, pour la seule ville d'Hiroshima. Selon l'historien Howard Zinn, le nombre de victimes atteint 250 000. À celles-ci s'ajoutent les morts causées ultérieurement par divers types de cancers (334 cancers et 231 leucémies sur la population suivie recensés par l'ABCC, moins de 2 000 au total selon une source américaine) et de pathologies, alors que selon d'autres estimations, le nombre de victimes dues au syndrome d'irradiation aiguë est largement supérieur.

### Hiroshima -Little Boy

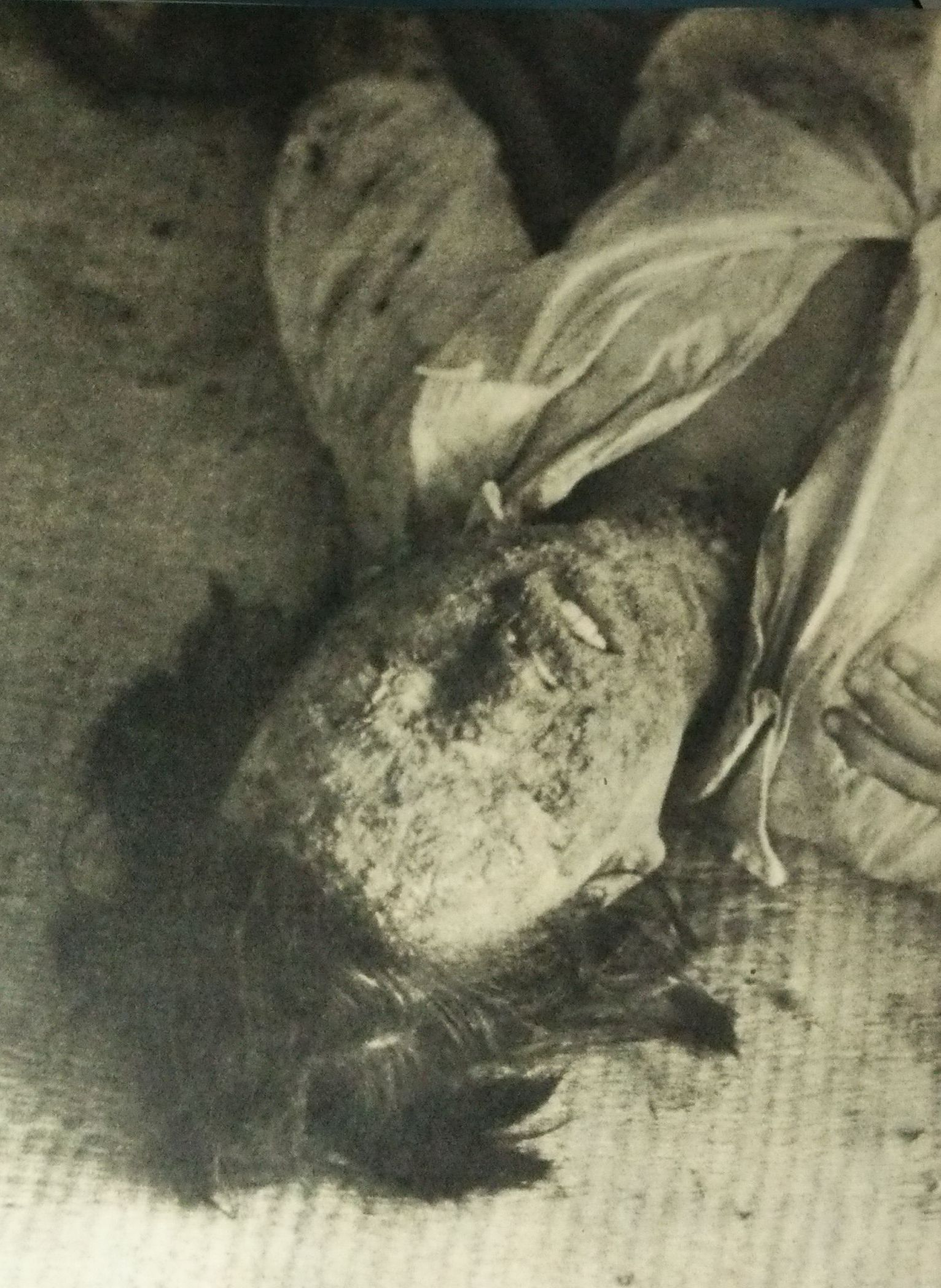
Écolière hibakusha non identifiée, hôpital de la Croix-Rouge de Hiroshima, le 9 août 1945.

Le nombre des victimes ne sera sans doute jamais connu car les circonstances (ville en partie évacuée, présence de réfugiés venant d'autres villes, destruction des archives d'état civil, disparition simultanée de tous les membres d’une même famille, crémations de masse, censure suivie) rendent toute comptabilité exacte impossible, en particulier des morts survenues dans les premières heures :
- d'après une estimation de l'enquête de bombardements stratégiques des États-Unis (en) en 1946 (durant l'occupation), la population au moment de l’attaque aurait été de 245 000 habitants, de 70 000 à 80 000 d’entre eux auraient été tués et autant blessés ;
- d’après une estimation du département de l'Énergie des États-Unis en 1956, sur une population de 256 300 personnes, 68 000 d’entre elles furent tuées et 76 000 blessées ;
- d’après une estimation de la Fondation de recherche sur les effets de la radiation (en) (ou RERF, succédant à l'ABCC), sur une population de 310 000 personnes, de 90 000 à 140 000 d’entre elles furent tuées ;
- d'après le maire d'Hiroshima, Tadatoshi Akiba, lors d'un discours en 2005, le nombre total des morts le jour-même s’élèverait à 237 062.

D'après une étude réalisée par échantillonnage en novembre 1945 (durant l'occupation alliée) par la faculté de médecine de l'université impériale de Tokyo, 73,5 % des victimes seraient décédées dès le bombardement ou le jour même. 11,3 % des victimes seraient décédées avant la fin de la première semaine, et 3,4 % au cours de la deuxième semaine ; dans l'ensemble, près des neuf dixièmes des victimes (88,3 %) seraient décédées dans cette première période de deux semaines. Le reste serait décédé majoritairement (9,9 % des victimes) après trois à huit semaines, et quelques-uns encore (1,4 % des victimes) après trois à quatre mois.
D'après la même étude, mais sur un échantillon différent, 26,2 % des victimes moururent le premier jour de causes inconnues, 45,5 % moururent de causes « mécaniques » consécutives au souffle de l'explosion et aux incendies (écrasements, traumatismes, brûlures) ; 16,3 % de brûlures dues au « flash thermique » de l'explosion nucléaire ; et 12,0 % des suites de l'irradiation. Si l'on considère que les causes inconnues sont essentiellement des causes « mécaniques », cette catégorie serait donc à l'origine de plus de 70 % des décès.
Depuis 2015, 88 personnes estimant avoir été touchées par les retombées radioactives de la pluie noire mais n'ayant pas le statut de hibakusha ont lancé un recours collectif devant le tribunal d'Hiroshima. En juillet 2020, le procès s'est conclus par la décision de les inclure officiellement comme hibakusha et de les faire bénéficier des mêmes soins de santé que les survivants de la bombe déjà reconnus. Le gouvernement a fait appel de cette décision.

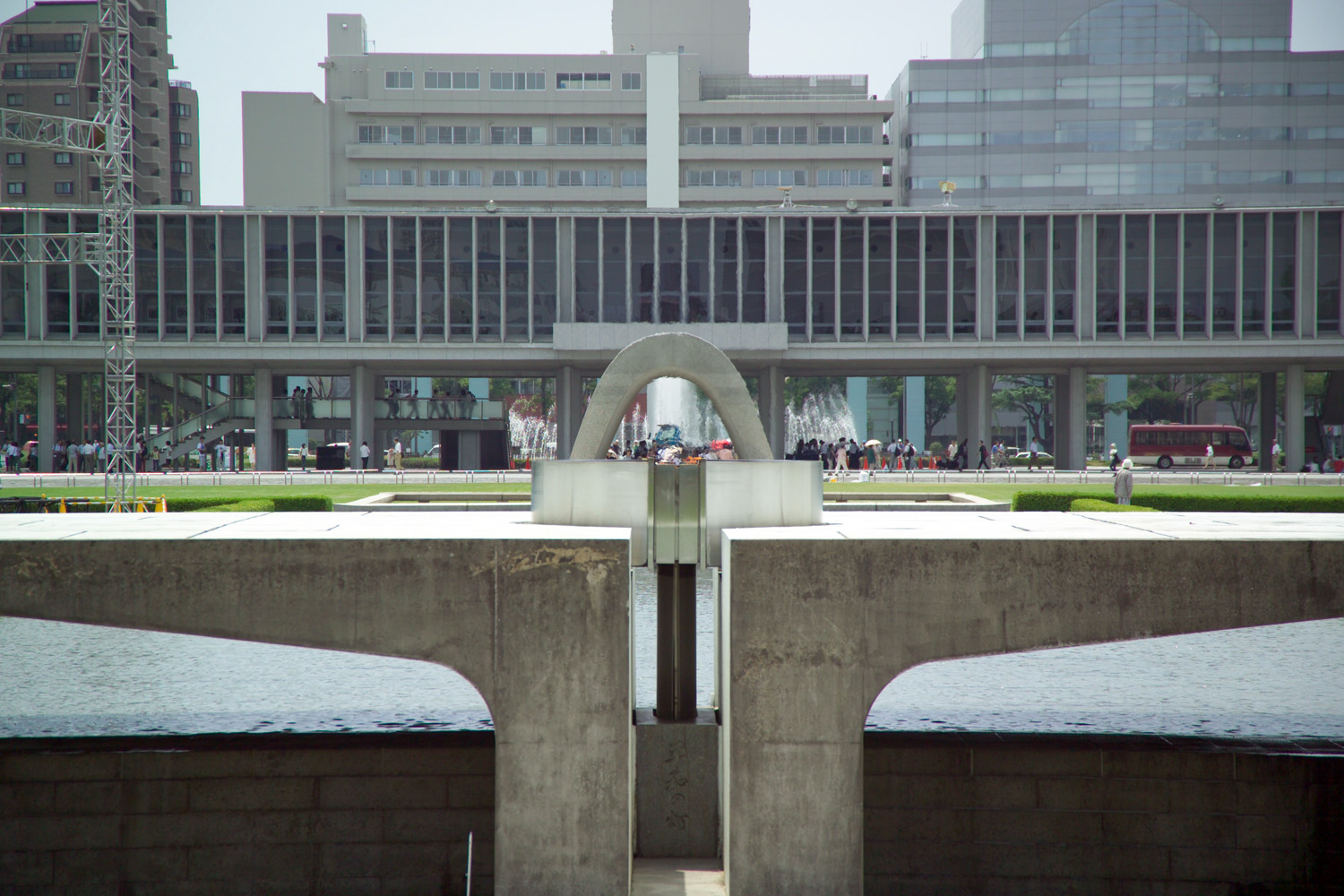
Mémorial de la paix d'Hiroshima. Au 1er plan, flamme de la Paix à l'emplacement de l'hypocentre de Little boy, au 2e plan cénotaphe des hibakusha, au 3e plan musée de la Paix.

### Nagasaki -Fat Man

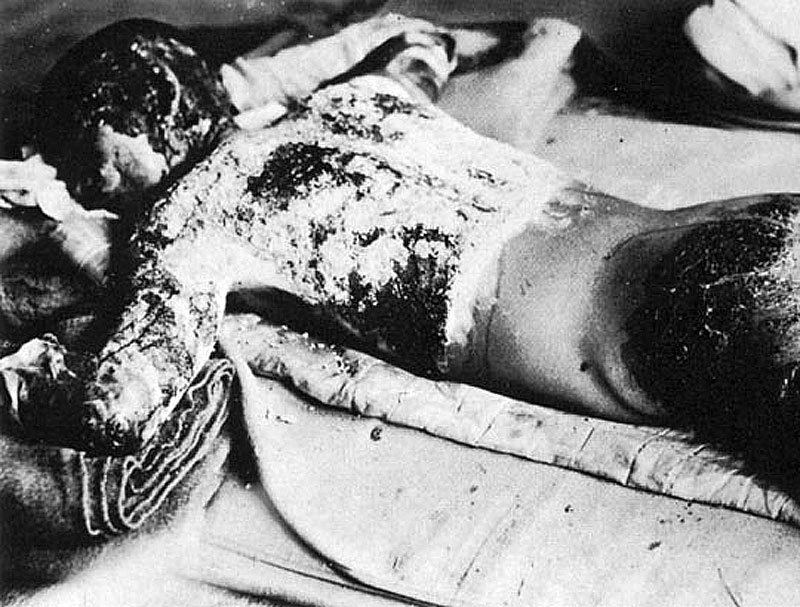
Brûlures thermiques profondes d'un hibakusha.

De même qu'à Hiroshima, le nombre des victimes à Nagasaki a fait l'objet de plusieurs estimations. Selon les mêmes sources :
- d’après l’estimation de 1946 : 35 000 personnes auraient été tuées et un peu plus blessées ;
- d’après celle de 1956 : sur une population de 173 800 habitants, 38 000 furent tués et 21 000 blessés ;
- d’après la plus récente : sur une population de 250 000 habitants, 60 000 à 80 000 d’entre eux furent tués.

Il existe à Nagasaki quelques particularités par rapport à Hiroshima :
- l’arme utilisée étant plus puissante (une puissance équivalente à environ 20 000 tonnes de TNT) les dommages proches de l’hypocentre semblent avoir été plus importants ;
- grâce aux collines, les destructions ont été moins étendues, car le relief a protégé certains quartiers ;
- l’habitat étant plus diffus, la violence des incendies fut plus limitée, ils mirent deux heures pour prendre des proportions importantes, avec une durée de quelques heures et il n'y eut pas de conflagration généralisée ;
- l’arme étant d’un modèle différent (bombe à plutonium au lieu d’une bombe à uranium), la répartition du rayonnement γ et neutrons a été différente, ce qui semble avoir modifié la fréquence des types de leucémies observées.

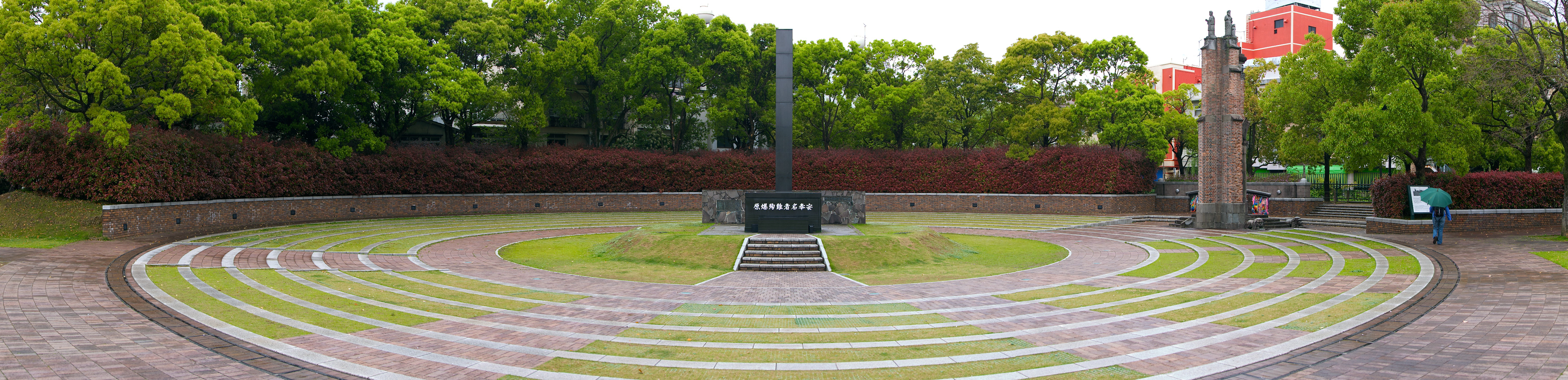
Mémorial de l'hypocentre de l'explosion de Fat Man, Nagasaki.

## Classification

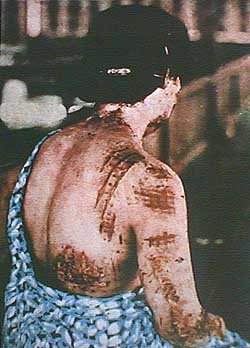
Brûlure de hibakusha symptomatique du rayonnement thermique. Les motifs foncés du vêtement porté au moment du « flash ».

Certains hôpitaux japonais et le centre de recherches, d'études et d'expérimentations militaires américain (l'Atomic Bomb Casualty Commission (en) ou ABCC) ont classé et analysé les répercussions des bombes nucléaires sur le corps et pour les hôpitaux éventuellement traiter les séquelles des hibakusha, dans des situations encore inconnues jusqu'alors. Leurs traitements se perfectionnèrent dans un contexte expérimental.
Le rapport par le comité japonais donna des données détaillées et décrit différents stades des effets sur les survivants peu après la bombe :
- stade 1 : « blessures causées par commotion, blessures externes, brûlures causées par la chaleur… » avec un taux de mortalité atteignant 80 % dans un cercle d'1 km en dessous de l'hypocentre, ainsi que des symptômes variés dus aux blessures radioactives : hémorragie des muqueuses, fièvre douloureuse, nausées, hémorragies du système respiratoire et du système digestif ;
- stade 2 : « période environ 1 mois et demi après la bombe durant de la 3e à la 8e semaine, […] symptômes tels que la perte de cheveux, hémorragies sous une différente forme comme une légère hémorragie de la peau »[16] ;
- stade 3 : les survivants commençaient à récupérer dans le 3e ou 4e mois après le bombardement, variant selon le nombre de globules blancs présents ;
- stade 4, futur : les scientifiques avaient noté des différences de capacités reproductives mais demandaient plus d'investigation. Cette partie décrivait ce qui sera plus tard appelé le syndrome d'irradiation aiguë[17].

L'ABCC a créé une typologie en quatre types de victimes de la bombe :
- ceux qui étaient présents à quelques kilomètres de l'épicentre des explosions quand elles ont eu lieu ;
- ceux qui ont été à moins de 2 km d'un épicentre pendant les deux semaines qui ont suivi une des explosions ;
- ceux qui ont été exposés aux radiations des retombées ;
- Les bébés qui étaient dans le ventre de leur mère à la déflagration entrent également dans l'une trois catégories précédentes tout en constituant une catégorie propre.

## Affections médicales spécifiques à long terme
Si l'immense majorité des victimes des bombes nucléaires est décédée dans l'année qui a suivi les déflagrations, les hibakusha ayant survécu à long terme sont principalement sensibles à certaines maladies :
- les leucémies : selon les analyses de l'ABCC à partir de 1947, une augmentation de l'incidence des leucémies a été observée parmi les survivants irradiés. Un maximum serait atteint en 1951, ensuite cette incidence aurait décliné[18] pour « disparaître » en 1985. Sur 49 204 survivants irradiés suivis de 1950 à 2000, il a été reconnu 94 cas de leucémies mortelles attribuables aux radiations[19] ;
- les cancers « solides » : l'étude des survivants irradiés a montré, à partir de la fin des années 1950, une augmentation progressive de l’incidence des cancers, en particulier ceux du poumon, du tube digestif et du sein. Sur 44 635 survivants irradiés suivis de 1958 à 1998, il a été observé 848 cas de cancers mortels attribuables aux radiations[20] ;
- effets médicaux autres que les cancers chez les survivants irradiés : survenue de cataractes, de stérilité (souvent réversible chez l'homme), d'une augmentation de la fréquence des maladies (non cancéreuses) pulmonaires, cardiaques ou digestives avec une possible diminution de la durée de vie. Le nombre de ces décès semble égal au nombre ou à la moitié du nombre de ceux dus aux cancers et leucémies (soit environ de 0,5 % à 1 %)[21].

## Acquis sociaux

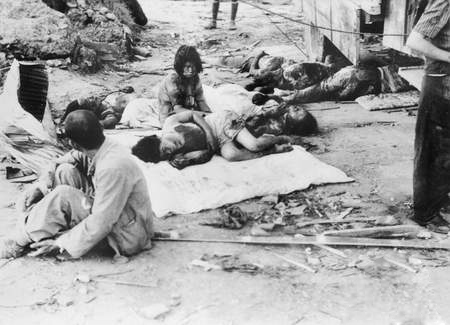
Scène de rue le lendemain de Fat Man (10 août 1945), 1 km de l'hypocentre, Nagasaki. Yōsuke Yamahata

Les bombes nucléaires ayant presque entièrement rasé les deux villes d'Hiroshima et Nagasaki, le personnel médical ayant aussi subi de nombreuses pertes et le gouvernement n'étant pas préparé à une telle catastrophe humanitaire ajoutée à la peur des radiations, les survivants aux conséquences directes de la bombe ont pour la majorité souffert d'extrême précarité, de famine, de manque d'accès aux soins médicaux et d'itinérance. 
,. Le manque de connaissances sur les radiations a aggravé leur situation.
Mis à part le groupe de hibakusha japonaises, connu sous l'appellation Hiroshima Maidens (en), qui a obtenu gain de cause en 1955 pour bénéficier de chirurgie esthétique afin de limiter les défigurations qu'elles avaient subies à la suite de la bombe, aucune aide ni allocation n'a jamais été allouée par les États-Unis. L'aide médicale ainsi que les allocations sont uniquement dispensées par le gouvernement japonais.
La plupart des droits sociaux acquis pour les hibakusha a été poussée par l'organisation de hibakusha Nihon Hidankyo, formée en 1956 et regroupant les victimes des bombes A et H à la suite de « Castle Bravo ». À la suite de leur pression, le premier hôpital spécialement destiné aux hibakusha a ouvert à Hiroshima en 1956, date à laquelle a commencé leur recensement, soit 11 ans après les bombardements. L'immense majorité des hibakusha est donc décédée sans aucun recensement, aucune reconnaissance légale, juridique ni aide médicale spécialisée.

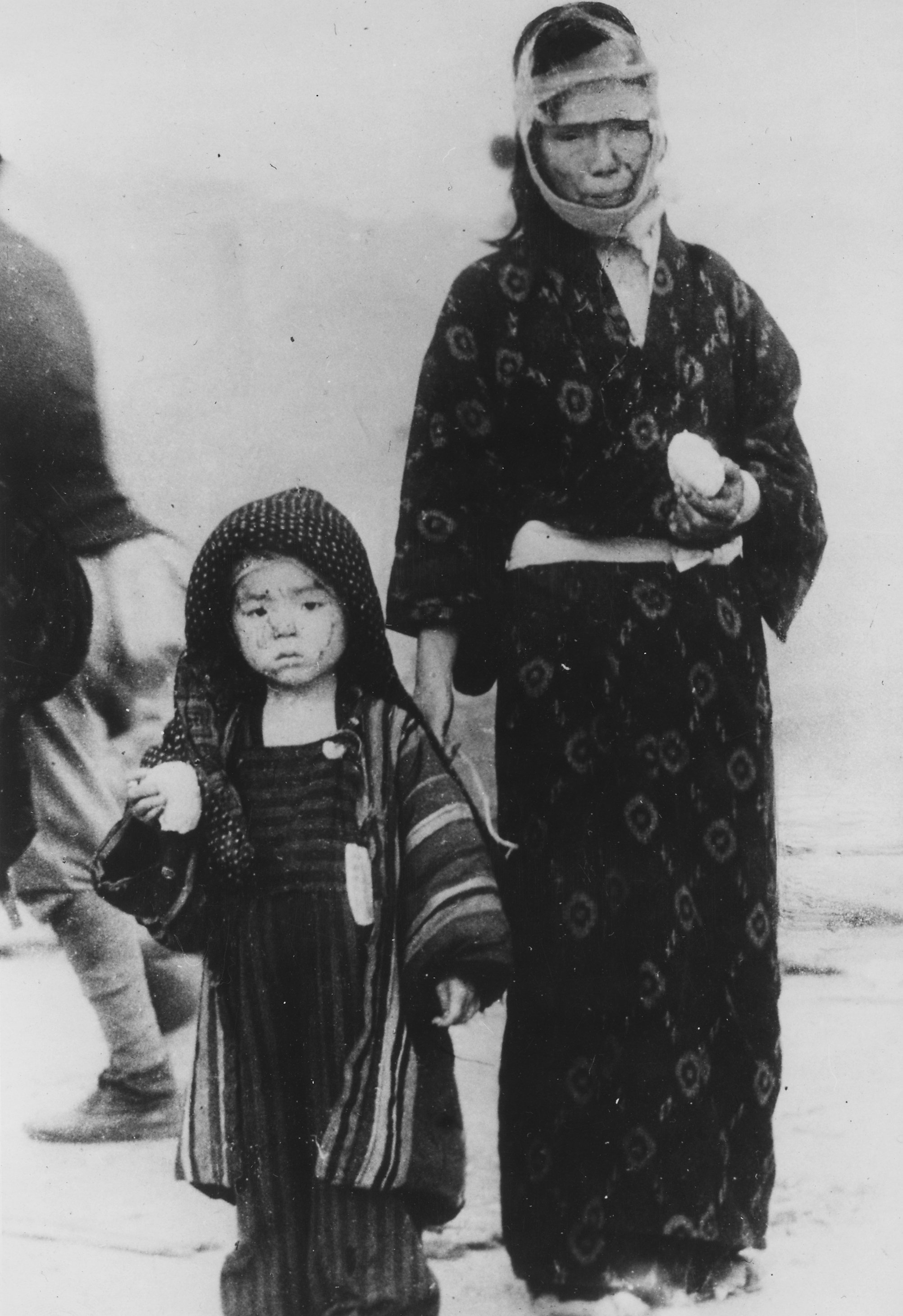
Avant midi, 10 août 1945. Une mère et son fils reçoivent des boules de riz (onigiri) d'une équipe de secours d'urgence. 1,5 km au sud-est de l'hypocentre, Nagasaki. Yosuke Yamahata

Fin 1956, le parlement japonais passa la loi sur l'assistance médicale des victimes de la bombe A, donnant accès à une prise en charge médicale gratuite pour les hibakusha dans les centres spécialisés. Pour obtenir le statut de hibakusha, il faut une preuve certifiée de son emplacement exact au moment de la déflagration, deux témoins (ce qui est difficile à trouver étant donné le nombre de pertes) et éventuellement un rapport clinique et des tests sanguins, ce qui fut difficile à produire (voir discriminations). Cependant, dès la première année du programme, 200 984 personnes ont demandé le statut de hibakusha.
En 1967 fut adoptée une loi assurant une prise en charge complète pour les hibakusha affectés de maladies graves ou handicaps physiques à la suite de la bombe A ou H. Durant les années 1970, les hibakusha non-japonais ayant souffert des attaques atomiques demandèrent à pouvoir également avoir accès à ces soins et la possibilité de rester au Japon pour raisons médicales. Cette loi a été votée et appliquée par la cour suprême japonaise en 1978. Cependant, si les hibakusha Sud-Coréens ont pu tardivement recevoir une compensation par le gouvernement japonais, ceux Nord-Coréens n'en ont jamais reçu, le Japon n'entretenant aucune relation diplomatique avec la Corée du Nord.
L'État japonais garantit depuis 1995 à tous les hibakusha reconnus une allocation à hauteur de 100 000 yens (environ 700 euros). Parmi eux, ceux reconnus comme étant atteints de maladies liées aux radiations reçoivent une allocation de santé spéciale depuis juin 2001.
La Haute Cour d'Hiroshima a ordonné en 2005 à l'État japonais de verser 48 millions de yens (380 000 euros) de compensations à quarante survivants Sud-Coréens amenés à Hiroshima avant 1945 comme travailleurs forcés.
Le 23 mars 2009, Tsutomu Yamaguchi fut le premier hibakusha reconnu comme victime des deux bombardements atomiques. Il succomba à un cancer de l'estomac le lundi 4 janvier 2010.

## Discrimination
Outre la grande précarité physique, médicale et financière, les hibakusha ont été victimes de fortes discriminations.

### Rejet par la population japonaise
Les hibakusha ont été et seraient encore victimes de fortes discriminations dues au manque de connaissances et à la peur des maladies liées à l'irradiation. Certaines personnes pensaient qu'il pouvait s'agir de maladies congénitales, que les radiations étaient contagieuses ou, selon certaines sources, à cause de leur association avec la défaite du Japon à la guerre. Existait également la peur que l'aide apportée puisse être considérée comme de l'antiaméricanisme durant l'occupation post-guerre,,,. 80 % des hibakusha ayant survécu à long terme auraient caché leur statut de hibakusha.
On notera que les descendants de hibakusha ont tendance à être également victimes de discrimination si connus comme tel, alors même que la recherche n'a pas permis d'observer une augmentation des malformations ou des troubles génétiques de ces derniers sauf chez ceux ayant été dans le ventre de leur mère durant ou peu après la bombe (et considérés alors eux-mêmes comme hibakusha),.
Les hibakusha ont notamment souvent eu de grandes difficultés ou impossibilité à obtenir un emploi, à se marier et avoir une famille, à avoir droit à un logement et une assurance ou simplement à entrer dans un onsen. En 1975, le taux de chômage des hibakusha était 70 % plus élevé que le reste de la population. Les femmes ont particulièrement été discriminées et ont eu des difficultés à se marier, la belle-famille pensant souvent qu'elles allaient donner naissance à des enfants difformes. Ce rejet a causé outre les morts prématurées dues aux radiations un fort taux de suicide des hibakusha, leur stress post-traumatique n'ayant pas été pris suffisamment en compte, restant sans ressources, souvent en situation de handicap, devant cacher leur statut de victime, endeuillés du décès de nombreux proches et face au désespoir d'une mort souvent proche.
Si une loi a été adoptée en leur faveur en 1968, ce n'est qu'en 1995 que le Japon a fini par octroyer une compensation à ces victimes, à hauteur de 100 000 yens (700 euros), et leur assurance de prise en charge médicale complète n'est entrée en vigueur qu'en juin 2001.

### Censure de l'occupation, CCD 1945-1952
Le détachement de censure civile (ou CCD) était une branche de la section d'intelligence civile (Civil Intelligence Section, CIS). Il fut installé comme organisme de censure à la fin de la Seconde Guerre mondiale par l'occupation alliée, essentiellement américaine. Son but était de « supprimer la circulation de quelconque matériel portant atteinte aux objectifs de l'occupation » et collecter des informations personnelles, lettres, appels, écrits, censurer les journaux et les rapports médicaux . Si les bombes atomiques n'étaient pas un sujet censuré en soi, les travaux littéraires, journalistiques ou les données personnelles à ce sujet le furent, ceci dans le but de ne pas « alarmer la population », ne pas laisser la possibilité aux Japonais de demander un statut de victime ou d'impliquer les États-Unis dans un jugement pour crimes de guerre ou crime contre l'humanité, durant la guerre ou l'occupation.
Une censure médicale fut aussi mise en place pour deux raisons : que l'armée américaine fût en contrôle des informations existantes et collecter des informations sur les effets des bombes atomiques (par l'ABCC) pour après pouvoir supprimer le système de collecte d'informations. « Rien ne devrait être imprimé qui pourrait, directement ou indirectement, déranger la tranquillité du public » était la ligne d'interprétation de censure, ce qui laissait carte blanche au CDD.
Dans la censure liée aux bombes atomiques, les États-Unis ont justifié leur usage de la bombe atomique, notamment dans le système scolaire. Les enfants hibakusha, certains ayant perdu leur famille entière ainsi que leur foyer, dont ceux qui décéderont les mois et années suivants des radiations, étudièrent les bienfaits ou le « mal nécessaire » de la bombe nucléaire. L'occupation a également empêché les citoyens japonais de parler de leurs expériences de hibakusha. Cela a mené à limiter la possibilité de témoigner et digérer l'expérience et pour les hibakusha a limité leur possibilité d'organisation et d'aide pour les problèmes qu'ils rencontraient dus aux bombes,. Les hibakusha se sont également vu confisquer toute donnée personnelle liée à la bombe (photographies, carnets intimes et autres), et ne pouvaient que difficilement communiquer avec l'extérieur, leurs communications étant très largement censurées.
La politique en place était d'« éliminer toute critique flagrante des pouvoirs alliés », excepté celle de l'URSS en regard de l'avancée de la guerre froide,. Les ouvrages sur Hiroshima et Nagasaki nécessitaient plusieurs validations par différentes agences, notamment pour ne pas divulguer d'informations sur les bombes à des forces étrangères et « ne pas alarmer le public », mais également pour ne pas ternir l'image de l'utilisation de la bombe atomique. Plusieurs passages des Cloches de Nagasaki ont par exemple été censurés, et des dialogues ont été ajoutés afin de ne pas remettre en cause l'utilisation de la bombe nucléaire par l'armée américaine et donc la justifier en discutant des crimes de l'armée japonaise,.
Ce n'est que sept ans après la guerre que la situation à Hiroshima et Nagasaki put être communiquée et que les publications purent être à nouveau libres, sans que les confiscations soient rendues. Certains Japonais n'apprirent la situation qu'à ce moment-là. Jusque-là, les hibakusha et leur situation étaient murés dans le silence.

### L'ABCC et les examens médicaux

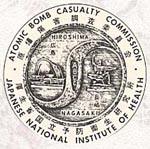
Logo de l'ABCC.

L'Atomic Bomb Casualty Commission (ABCC, 1946-1975) récoltait des informations sur les effets médicaux de la bombe nucléaire sur les hibakusha sans donner quelque soin ou soulagement médical ou compensation financière pour les études qui pouvaient durer la journée entière pour une population déjà largement paupérisée. Même s'il ne s'agissait pas d'un organisme même de l'occupation, c'était un appareil de collection d'informations pour les États-Unis. Si des médecins japonais et américains travaillaient pour le projet, les États-Unis prirent finalement possession de toutes les données de recherche, études, photographies et spécimens (dont des parties du corps, prélevées parfois sans le consentement de la famille) collectés et sont encore aujourd'hui pour beaucoup aux États-Unis. Les informations récoltées par les médecins n'avaient pas le droit d'être publiées ou partagées au Japon durant l'occupation. Celles-ci comportent des rapports médicaux et des autopsies de hibakusha. La majorité des rapports sur les conséquences humanitaires de la bombe fut suspendue, aux États-Unis comme au Japon. Une propagande a également été mise en place pour contredire les résultats médicaux, et notamment les effets de la radiation, dans la presse américaine. Si les médecins japonais ont soigné et collecté des informations sur les patients en créant des dossiers, les rapports ont par la suite été collectés par les États-Unis et non autorisés à la publication et restent encore difficiles d'accès aux archives nationales du Maryland. Certains spécimens humains et des études cliniques prélevés furent gardés aux États-Unis jusqu'en mai 1973, au détriment des familles hibakusha.
Beaucoup de hibakusha ont témoigné de l'humiliation de devoir se montrer nus des heures durant et être photographiés, filmés et examinés comme cobayes par l'ABCC, montrer sa calvitie très gênante, faire des prises de sang et des prélèvements sans aucun soutien quel qu'il soit,. Les victimes ont décrit un harcèlement de la part de l'ABCC, qui rappelait régulièrement pour des examens, voire allait chercher les enfants devant l'école sans le consentement (ou même malgré la protestation) des parents,. Les nombreuses heures passées à être étudiés étaient une difficulté supplémentaire pour les hibakusha, qui leur rendait difficile l'accès à un emploi, sans aucune compensation ni pécuniaire ni en collation, alors qu'une majorité de hibakusha fut réduite à l'extrême précarité. L'ABCC a également pratiqué de nombreuses autopsies, à hauteur de 500 par an, avec des prélèvements de tissus et parties du corps, souvent sans l'accord des familles, pour être envoyés aux États-Unis. Ces autopsies étaient souvent pratiquées sur les corps juste après la mort, ce qui était difficile pour la famille. Les survivants ont donc eu droit à un harcèlement sans aucune contrepartie. Les morts, même enfants, avaient droit à la dissection.

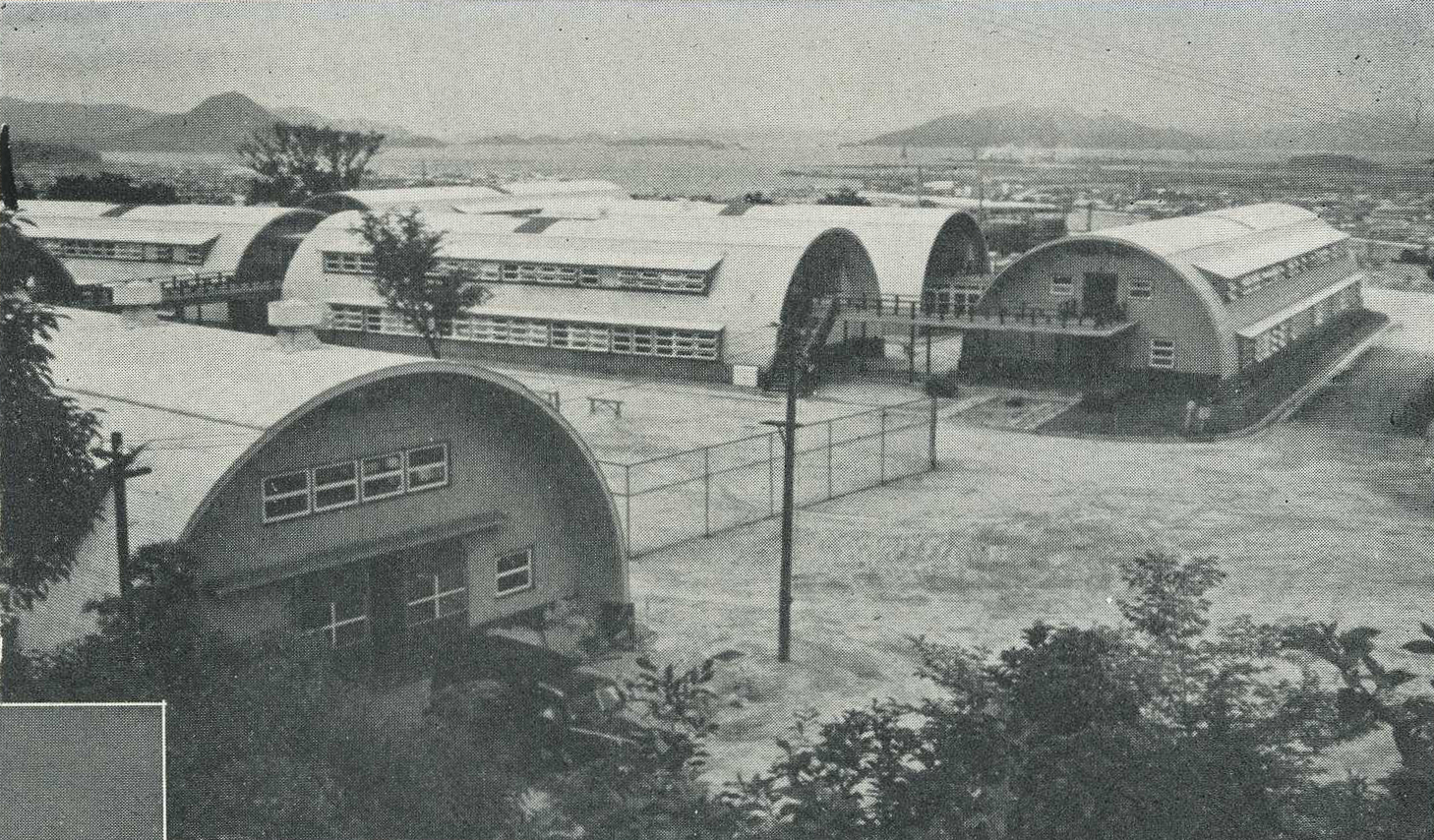
Locaux de l'ABCC, 1955.

Si la plupart des femmes survivantes enceintes au moment de la bombe ont fait des fausses-couches, les bébés ayant survécu ont présenté des microcéphalies, maladies cardiaques, de sévères retards mentaux et de développement, résultat des fortes expositions aux radiations in utero. Les femmes furent informées que c'était à cause du stress et de la malnutrition, ce qui les culpabilisait de leur propre situation. Les résultats médicaux sur les radiations ne leur étant pas divulgués par censure, les survivantes n'ont découvert que plus tard les vraies causes des anomalies,.

Sans donnée disponible, aucune conclusion ne pouvait être atteinte et empêchait quelconque publication sur les hibakusha. Avec la censure des rapports, aucun japonais ne pouvait s´informer sur les conséquences des radiations, provoquant la mort de ceux qui restaient exposés à la radioactivité. Pour les hibakusha décédés, le prélèvement de leurs organes sans consentement était une violation des souhaits de la famille, mais pour les survivants ce sont leurs dossiers médicaux, dont les survivants à long terme ont eu besoin pour prouver leur statut de hibakusha et obtenir une aide médicale adéquate, qui disparaissaient. Quand les rapports médicaux furent finalement accessibles, il était trop tard pour beaucoup de hibakusha. Quand les hibakusha eurent droit à une aide médicale de l'État japonais, ils durent fournir de la documentation pour prouver leur statut. Étant donné que plus de 23 000 données, incluant des rapports cliniques, des restes humains et autres étaient conservés en secret défense aux États-Unis jusqu'en mai 1973, beaucoup de hibakusha ont eu des difficultés à prouver leur statut,.

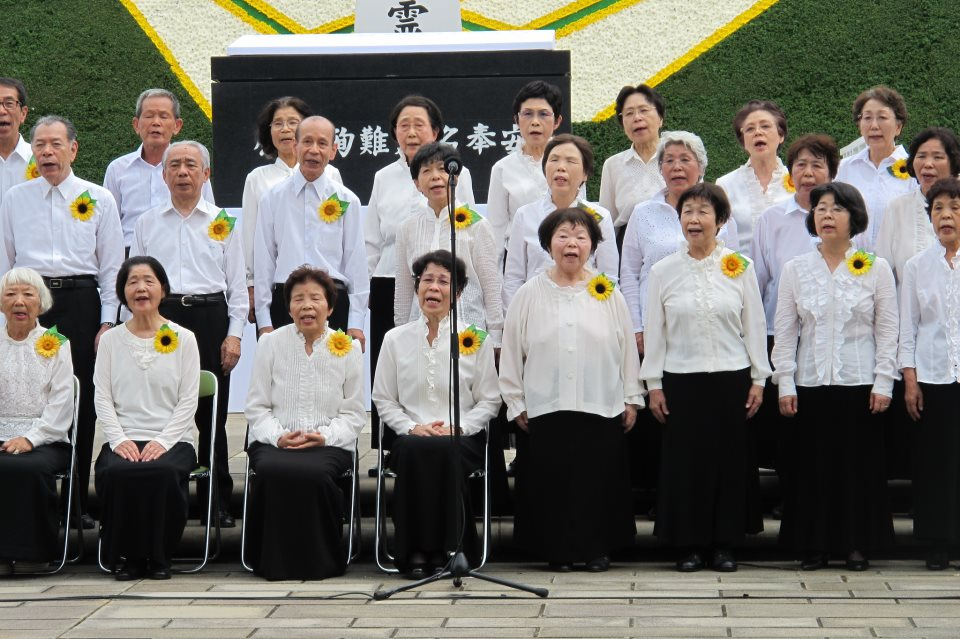
Hibakusha de Nagasaki durant la cérémonie de commémoration de la bombe atomique chantant Never Again, en 2012.

## Commémoration
Les mémoriaux de Hiroshima et Nagasaki comportent plusieurs cénotaphes, tombes, tertres funéraires et monuments aux morts à la mémoire des hibakusha, dont ceux dédiés aux populations étrangères hibakusha condamnées aux travaux forcés. Chacun des mémoriaux appelle à la paix.

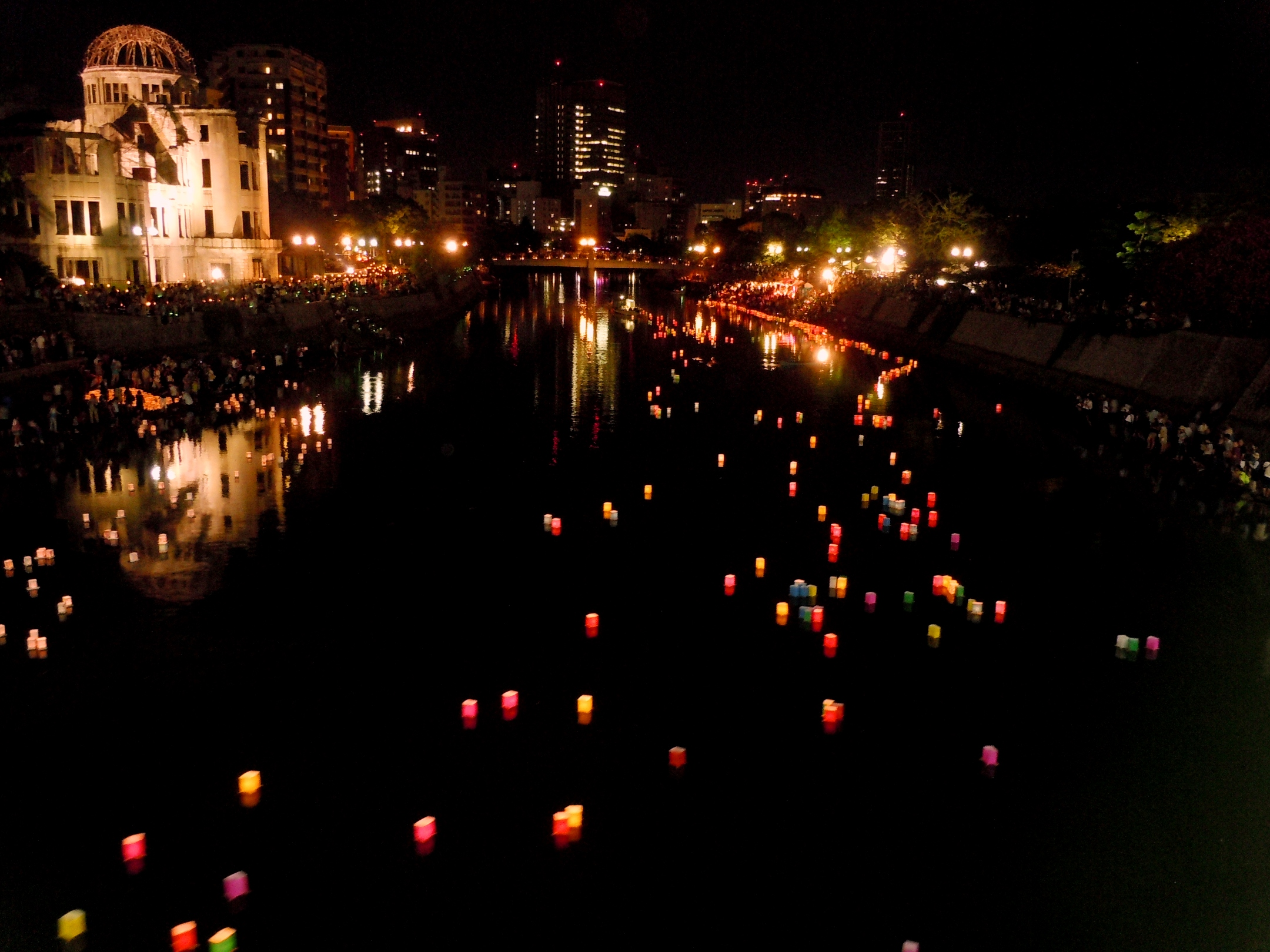
Tōrō nagashi défilant sur la rivière Ōta proche de l'hypocentre de la bombe nucléaire, tous les 6 août, en commémoration aux hibakusha décédés ce jour en 1945. Chaque tōrō représente une vie. Hiroshima, 2012.

À l'anniversaire de chacun des bombardements, une cérémonie est organisée aux mémoriaux en hommage aux victimes et pour la paix, souvent associé à un discours anti-nucléaire. Une minute de silence est observée à l'heure exacte du largage de la Bombe (8 h 15 à Hiroshima, 11 h 2 à Nagasaki).
Les hibakusha sont depuis des dizaines d'années invités d'honneur aux cérémonies annuelles de commémoration de la bombe nucléaire les 6 août à Hiroshima et 9 août à Nagasaki, qui laissent généralement la place à au moins un témoignage ou discours de l'un d'entre eux, à des chants et autres performances.
La ville d'Hiroshima organise à l'anniversaire de la bombe une cérémonie de tōrō nagashi retransmise à la télévision à partir du crépuscule, où, après un discours, les civils peuvent mettre à l'eau un tōrō sur la rivière passant à côté de l'hypocentre de la bombe, où beaucoup de hibakusha sont décédés le jour-même. Chaque tōrō représente une personne étant décédée des causes de Little Boy.

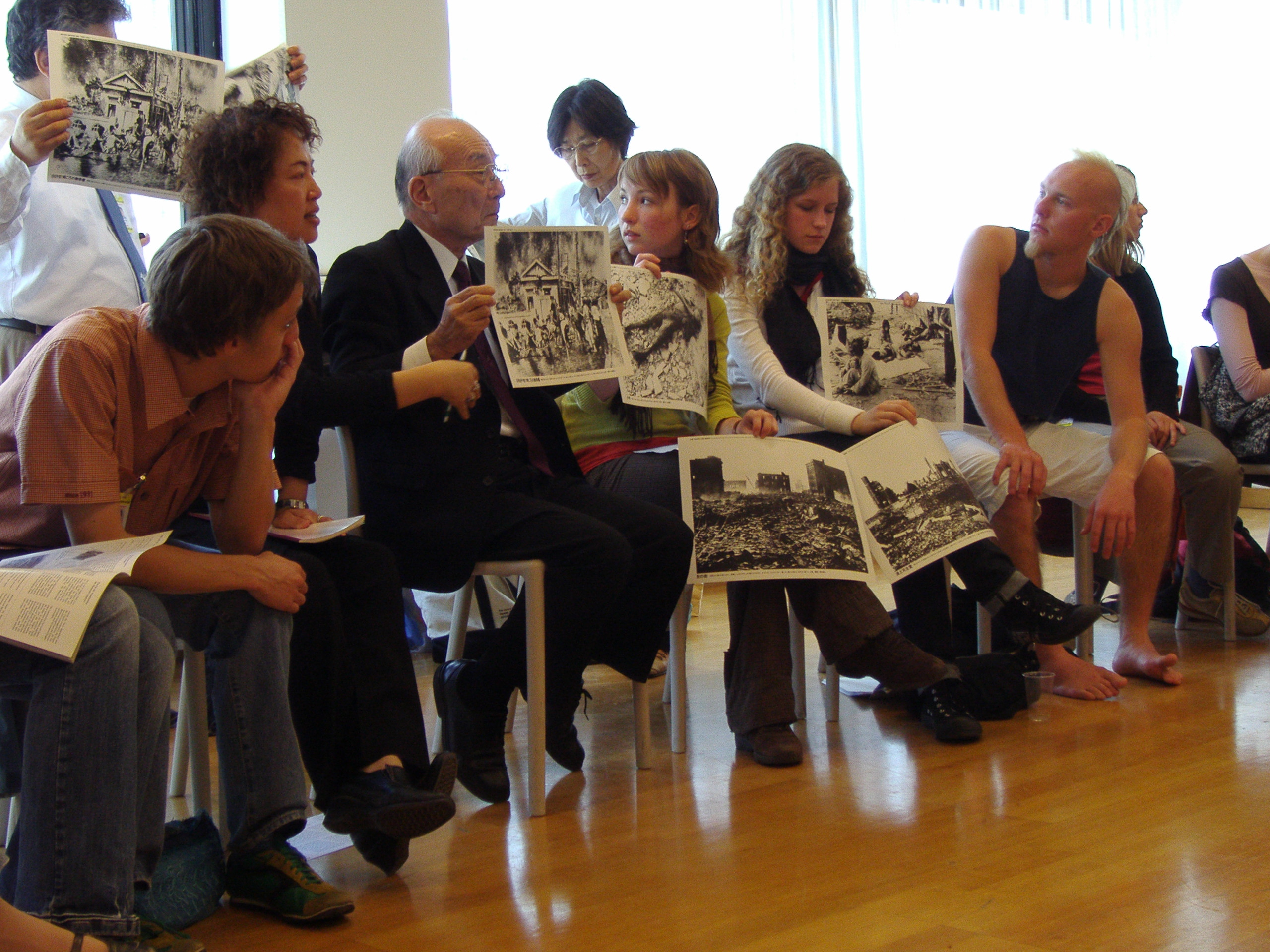
Terumi Tanaka, secrétaire général de Hidankyo et hibakusha, témoignant de son expérience de la bombe nucléaire en conférence à Vienne à l'AIEA dans le cadre de la sensibilisation pour le TNPN, 2007.

## Militantisme et engagement politique
Le 10 août 1956 fut formé Nihon Hidankyo, la confédération des victimes des bombes A et H. Tous ses membres, hibakusha, ont poussé le gouvernement japonais et réussi à obtenir les lois sur la prise en charge médicale des victimes de la bombe A (1956) et celle sur les mesures spéciales des souffrants (1967). L'association est depuis sa création très active contre toute forme d'utilisation nucléaire, plaide régulièrement à l'ONU, organise des manifestations et marche en tête des mouvements pacifistes. Nihon Hidankyo est nommé prix Nobel de la Paix en 2024 « pour ses efforts en vue d'un monde sans armes nucléaires et pour avoir démontré par des témoignages que les armes nucléaires ne doivent plus jamais être utilisées ».
Plusieurs hibakusha (Setsuko Thurlow, Sunao Tsuboi (en), Terumi Tanaka (en), Shuntaro Hida, Sumiteru Taniguchi, Kiyoshi Tanimoto parmi d'autres) se sont engagés et sont ou ont été souvent amenés à témoigner de leur expérience de l'utilisation nucléaire à des fins militaires afin de sensibiliser à l'aspect unique de ces armes et leur dangerosité, notamment à l'ONU. Ils sont souvent invités et ont une place prépondérante dans les discours et organisations anti-nucléaires, anti-militaristes et pacifistes,,,,.
L'association Gensuikin, le congrès japonais contre les bombes A et H formé en 1965, comporte de nombreux membres hibakusha et travaille en collaboration avec leurs associations .
En 1969, Sadako Kurihara, hibakusha, poétesse et militante anti-nucléaire, fonda la Gensuikin Hiroshima Haha no Kai (« Mères de Hiroshima », groupe contre les bombes A et H et de soutien aux mères hibakusha).
Certains hibakusha ont été particulièrement critiques à la suite de la catastrophe nucléaire de Fukushima et au discours du 44e président des États-Unis Barack Obama au mémorial de Hiroshima en 2016,.

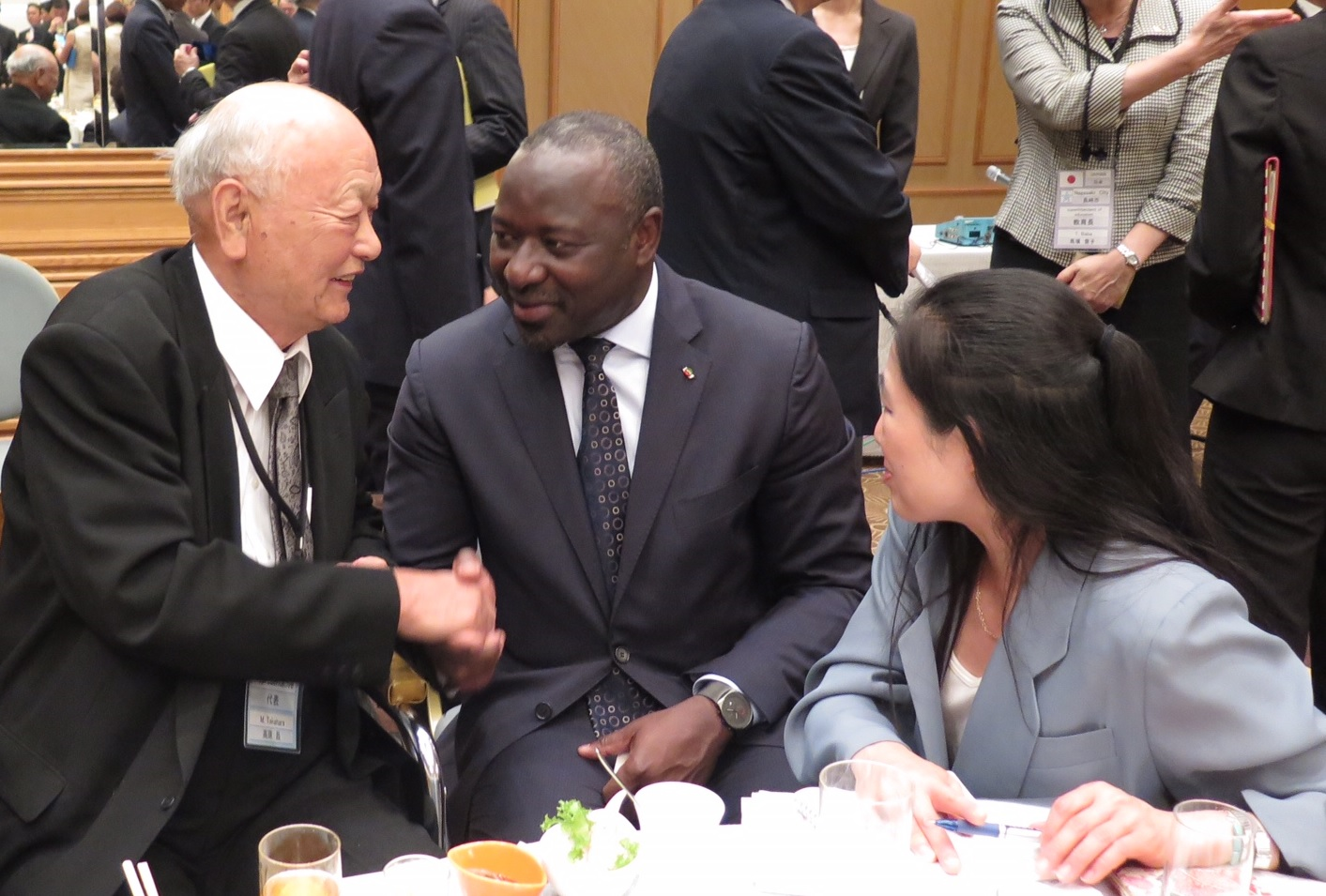
Makoto Takahara, hibakusha, rencontrant le secrétaire exécutif de OTICE Lassina Zerbo avec Takemi Chiku, coordinatrice des relations légales et externes.

Setsuko Thurlow, militante hibakusha anti-nucléaire, ambassadrice et membre fondateur de la campagne internationale pour l'abolition des armes nucléaires ICAN, délivra le discours de réception du prix Nobel de la paix décerné à ce mouvement en 2017,. Rare hibakusha anglophone, elle a permis, par le biais de nombreuses associations et conférences, à sensibiliser au traumatisme nucléaire.
Lors de la venue du pape François à Hiroshima et Nagasaki le 24 novembre 2019, plusieurs hibakusha sont venus à sa rencontre afin de témoigner de leurs souffrances. Dans son discours, le pape dénonça la possession d´armes nucléaires en leur honneur: « Au nom de toutes les victimes des bombardements et des expérimentations atomiques, ainsi que de tous les conflits, élevons ensemble un cri : plus jamais la guerre, plus jamais le grondement des armes. ».

## Hibakushacélèbres

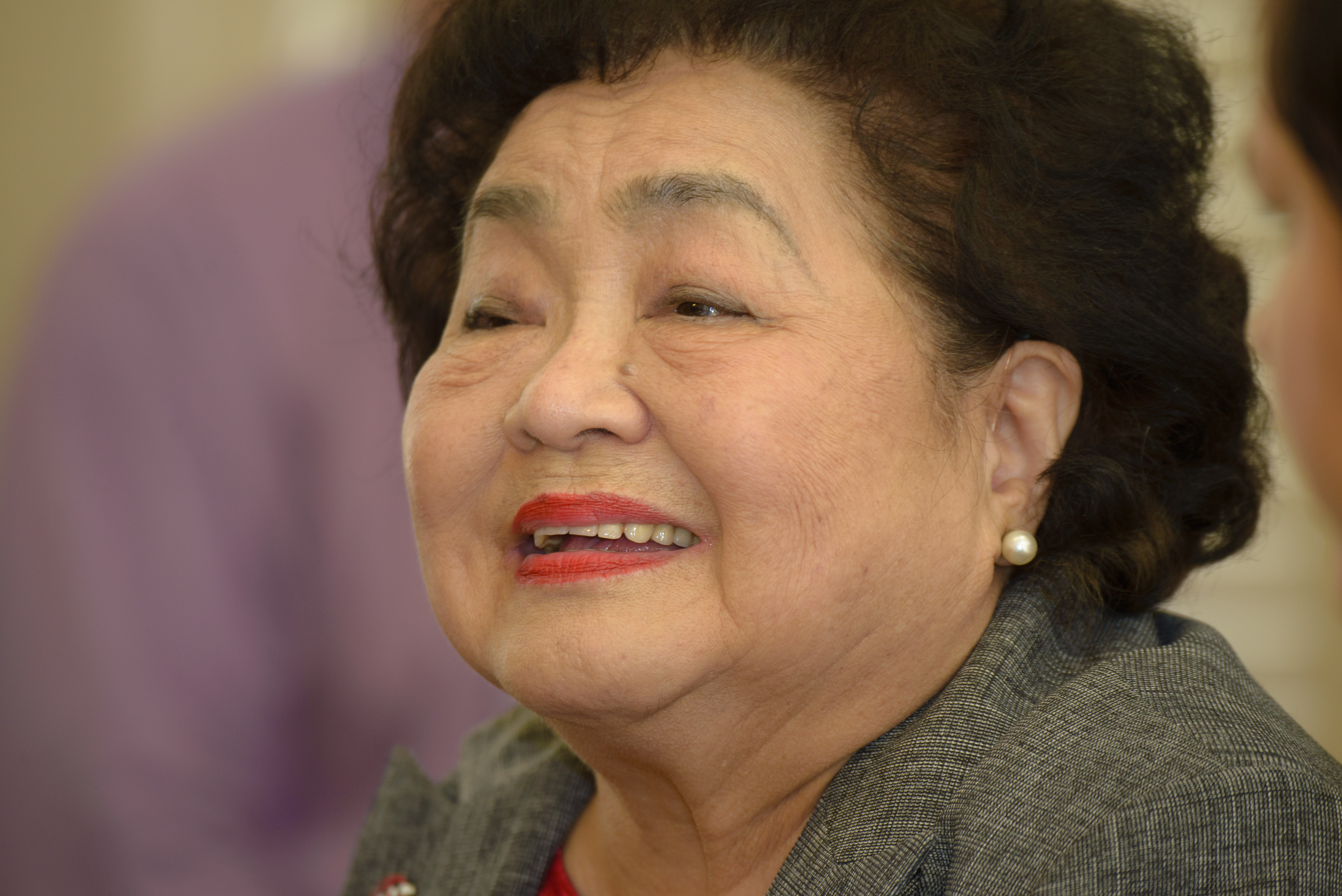
Setsuko Thurlow, hibakusha de Hiroshima, ambassadrice d'ICAN ayant délivré le discours de réception du prix Nobel de la Paix de ICAN en 2017.

### Hiroshima
- Hashizume Bun, hibakusha de Hiroshima à 14 ans, auteure de Le jour où le soleil est tombé — J'avais 14 ans à Hiroshima, 2007.
- Ikuo Hirayama, hibakusha à 15 ans, peintre.
- Isao Harimoto (en), hibakusha de Hiroshima à 5 ans, joueur professionnel de Baseball.
- Issey Miyake, hibakusha de Hiroshima à 7 ans, designer.
- Keiji Nakazawa, hibakusha de Hiroshima à 6 ans, mangaka et auteur de Gen d'Hiroshima (はだしのゲン, Hadashi no Gen).
- Ken Naganuma, hibakusha de Hiroshima à 14 ans, joueur professionnel de football.
- Kiyoshi Tanimoto, hibakusha à 36 ans, pasteur méthodiste, militant anti-nucléaire, ayant aidé les Hiroshima Maidens et à l'acquisition de droits pour les hibakusha. Prix de la Paix à son nom.
- Koko Kondo (en), hibakusha de Hiroshima à 1 an, activiste pacifiste.
- Masaru Kawasaki (en), hibakusha de Hiroshima à 19 ans, compositeur et chef d'orchestre, a composé la marche funèbre jouée à l'anniversaire de la bombe nucléaire à Hiroshima depuis 1975.
- Michihiko Hachiya, hibakusha de Hiroshima à 42 ans, médecin et soignant des hibakusha, auteur de Journal d'Hiroshima : 6 août-30 septembre 1945.
- Mitoyo Kawate, hibakusha de Hiroshima à 56 ans, doyenne de l'Humanité du 31 octobre au 13 novembre 2003.
- Sadako Kurihara, hibakusha de Hiroshima à 32 ans, poétesse, militante anti-nucléaire et fondatrice de Gensuikin Hiroshima Haha no Kai (« Mères de Hiroshima », groupe contre les bombes A et H).
- Sadako Sasaki, hibakusha de Hiroshima à 2 ans, atteinte à 11 ans d'une leucémie aiguë due aux radiations, a essayé de faire 1 000 origamis de grue selon la légende que cela lui permettrait de réaliser un vœu et donc, pour elle, de survivre. Elle meurt à 12 ans après avoir réalisé 644 grues. Les origamis de grue et elle sont devenus des symboles de la Paix et de la bombe nucléaire.
- Sankichi Tōge, hibakusha à 28 ans, poète et militant.
- Setsuko Thurlow, hibakusha de Hiroshima à 13 ans, travailleuse sociale, militante anti-nucléaire, ambassadrice porte-parole à la réception du prix Nobel de la paix de la campagne internationale pour l'abolition des armes nucléaires ICAN [74],[75].
- Shigeaki Mori (en), hibakusha de Hiroshima à 8 ans, historien militant des prisonniers de guerre.
- Shigeko Sasamori, membre des Hiroshima Maidens (en), militante anti-nucléaire
- Shinoe Shōda, hibakusha à 34 ans, écrivaine et poétesse.
- Shuntaro Hida, médecin directeur du centre d'Orientation des hibakusha à Hiroshima.
- Sunao Tsuboi (en), hibakusha de Hiroshima à 20 ans, militant anti-nucléaire et anti-militariste, et co-président de Nihon Hidankyo[76].
- Tamiki Hara, hibakusha de Hiroshima à 39 ans, poète, romancier et maître de conférence.
- Tomotaka Tasaka, hibakusha de Hiroshima à 43 ans, réalisateur et scénariste.
- Yoko Hosokawa, hibakusha de Hiroshima à 13 ans, auteure de Yoko’s Diary: The Life of a Young Girl in Hiroshima During World War II[77].
- Yōko Ōta, hibakusha de Hiroshima à 38 ans, écrivaine et romancière.
- Yoshito Matsushige, hibakusha à 32 ans, ayant pris les seuls 5 clichés connus le jour-même de la bombe atomique.

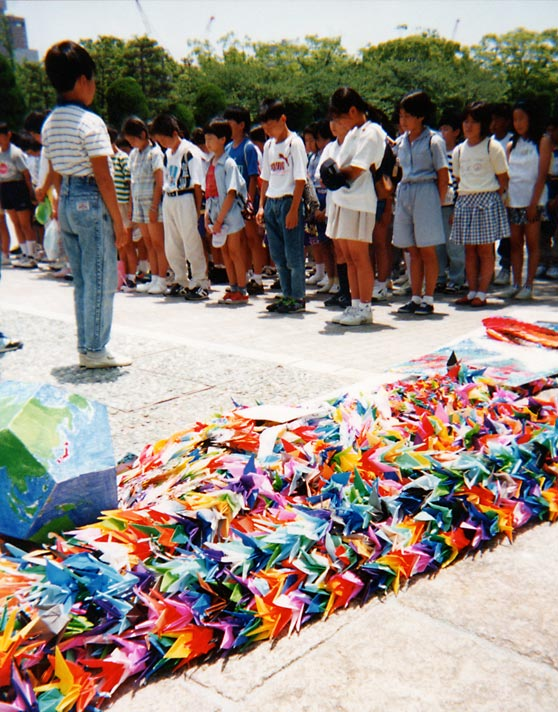
Origamis de grue, symbole pacifiste et anti-nucléaire en référence à Sadako

### Nagasaki

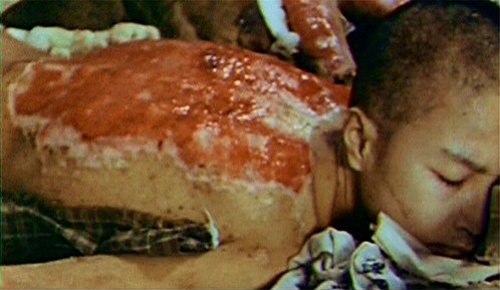
Photo célèbre de Sumiteru Taniguchi après la déflagration de Nagasaki prise par un marine de l'armée américaine, janvier 1946.

- Kyōko Hayashi, hibakusha de Nagasaki à 14 ans, écrivaine.
- Osamu Shimomura, hibakusha à 16 ans, chimiste et biologiste, Prix Nobel de chimie en 2008.
- Sumiteru Taniguchi, hibakusha de Nagasaki à 16 ans, connu pour une photo de lui le dos dépecé prise par un G.I., militant pacifiste anti-nucléaire, président du conseil de la bombe A de Nagasaki, coprésident de Nihon Hidankyo en 2010.
- Takashi Nagai, hibakusha de Nagasaki à 38 ans, médecin et auteur de Les cloches de Nagasaki (長崎の鐘 Nagasaki no Kane), août 1946.
- Terumi Tanaka (en), hibakusha de Nagasaki à 13 ans, ingénieur et professeur associé à l'Université du Tōhoku, activiste pacifiste et anti-nucléaire, secrétaire général depuis 2000 de la confédération d'organisation japonaise des souffrants de la bombe A et H.
- Yōsuke Yamahata, photographe militaire, non-directement victime de la Bombe mais ayant réalisé des clichés de Nagasaki le lendemain. Décédé d'un cancer probablement dû à l'irradiation. Peut être considéré comme hibakusha selon la classification de l'ABCC.
- Joe Kieyoomia, prisonnier de guerre navajo qui survit à l'explosion dans sa cellule.

### Hiroshima et Nagasaki
- Tsutomu Yamaguchi, le seul hibakusha reconnu officiellement comme ayant subi les bombardements de Hiroshima et de Nagasaki.

## Représentations artistiques et documentaires

### Littérature
La littérature de la bombe est considérée comme un genre littéraire à part entière au Japon.

#### Littératurehibakusha
Si beaucoup d’œuvres de hibakusha sont considérées comme des œuvres majeures au Japon, beaucoup n'ont pas été traduites en français. La majorité des œuvres écrites entre 1945 et 1952 ont d'abord été publiées sur le marché noir.

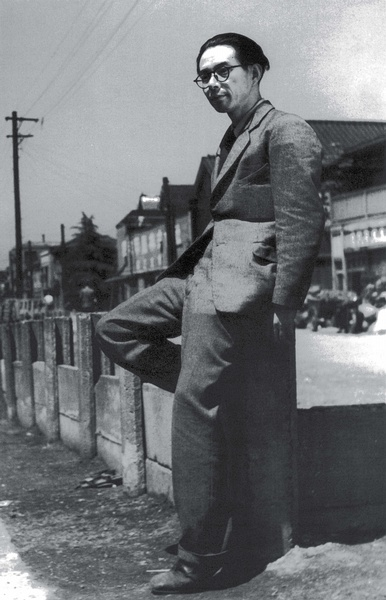
Tamiki Hara, poète, romancier et professeur universitaire de littérature

- Hashizume Bun, Le jour où le soleil est tombé — J'avais 14 ans à Hiroshima, Ed. Cénacle de France, 2007, 219 p.
- Michihiko Hachiya, Journal d'Hiroshima : 6 août – 30 septembre 1945.
- (ja) Tamiki Hara, Natsu no hana (夏の花 ) [« Hiroshima, fleurs d'été »],‎ 1946.
- (ja) Kyōko Hayashi, Matsuri no ba [« Rituel de mort »], 1975.
- (ja) Tamiki Hara, Haikyou kara [« Des Ruines »], 1947.
- (ja) Tamiki Hara, Kaimetsu no joukyoku [« Prélude à l'annihilation »], 1949.
- Shuntaro Hida, Little boy : Récit des jours d'Hiroshima, Quintette, 1984.
- (en) Yoko Hosokawa, Yoko’s Diary : The Life of a Young Girl in Hiroshima During World War II.
- (ja) Sadako Kurihara, Umashimenkana [« Arrivée d’une nouvelle vie »], 1946.
- (ja) Sadako Kurihara, Watashi wa Hiroshima wo shogen suru [« Témoin de Hiroshima »], 1967.
- (ja) Sadako Kurihara, Dokyumento Hiroshima 24 nen [« Documents sur Hiroshima 24 ans plus tard »], 1970.
- (ja) Takashi Nagai, Nagasaki no Kane (長崎の鐘) [« Les Cloches de Nagasaki »], Kōdansha,‎ 1949.
- (ja) Yōko Ōta, Shikabane no machi (屍の街 ) [« La Ville des cadavres »],‎ 1948.
- (ja) Yōko Ōta, Ningen Ranru (人間襤褸) [« Lambeaux humains »],‎ 1951.
- (ja) Shinoe Shōda, Sange [« Pénitence »], 1947.
- (en) Hideko Tamura Snider, One sunny day, 1996.
- (ja) Sankichi Tōge, Genbaku shishu [« Poèmes de la bombe atomique »], 1951.
- (ja) Hisashi Tôhara, Genshi bakudan kaiko [« Il y a un an Hiroshima »], 1946.

#### Littérature non-hibakusha
- (en) Eleanor Coerr (en), Sadako and the Thousand Paper Cranes (en) [« Les Mille Oiseaux de Sadako »], 1977, 80 p.
- (en) John Hersey, Hiroshima (en), 1946, 196 p.
- (ja) Masuji Ibuse, Kuroi Ame (黒い雨) [« Pluie noire »],‎ 1965, 384 p.
- (ja) Makoto Oda, Hiroshima, 1981.
- (ja) Kenzaburō Ōe, Hiroshima nôto (ヒロシマ・ノート) [« Notes de Hiroshima »],‎ 1965, 235 p.
- (zsm) Othman Puteh et Abdul Razak Abdul Hamid (en), Debu Hiroshima [« Cendres d'Hiroshima) »], 1987.
- (ja) Yūichi Seirai, Bakushin (爆心),‎ 2007.
- (en) Kamila Shamsie, Burnt Shadows, 2009.

### Mangas
- (ja) Fumiko Kono, Yūnagi no Machi, Sakura no Kuni (夕凪の街 桜の国) [« Le Pays des cerisiers »],‎ 2003-2004 (adapté en roman et en film en 2007).
- (ja) Keiji Nakazawa, Hadashi no Gen(はだしのゲン) [« Gen d'Hiroshima »],‎ 1973-1974, 10 vol. (adapté en film en 1976, 1983 et en drama en 2007).

### Animés
- 2008 : Bōshi (帽子) de Hiroshi Kurosaki, NHK
- 2012 : Hibakusha de Steve Nguyen et Choz Belen

### Films
- 1950 : Les Cloches de Nagasaki (長崎の鐘, Nagasaki no kane) de Hideo Ōba
- 1952 : Les Enfants d'Hiroshima (原爆の子, Genbaku no Ko) de Kaneto Shindō
- 1959 : Hiroshima mon amour d'Alain Resnais
- 1989 : Pluie noire (黒い雨, Kuroi Ame), de Shōhei Imamura
- 1990 : Rêves (夢, Yume), chapitre « Les démons gémissants » de Akira Kurosawa
- 1991 : Rhapsodie en août (八月の狂詩曲 Hachigatsu no rapusodī (Hachigatsu no kyōshikyoku)) de Akira Kurosawa
- 1995 : Hiroshima de Koreyoshi Kurahara et Roger Spottiswoode

### Musique
- 1953 : Symphonie no 5 « Hiroshima » de Masao Ohki[78]
- 1961 : Thrène à la mémoire des victimes d'Hiroshima de Krzysztof Penderecki[79]
- 1966 : Masaru Kawazaki (en), March forward for peace
- 1969 : Bura bura de Colette Magny
- 1989-2001 : Voiceless Voice in Hiroshima de Toshio Hosokawa[80]

### Arts plastiques

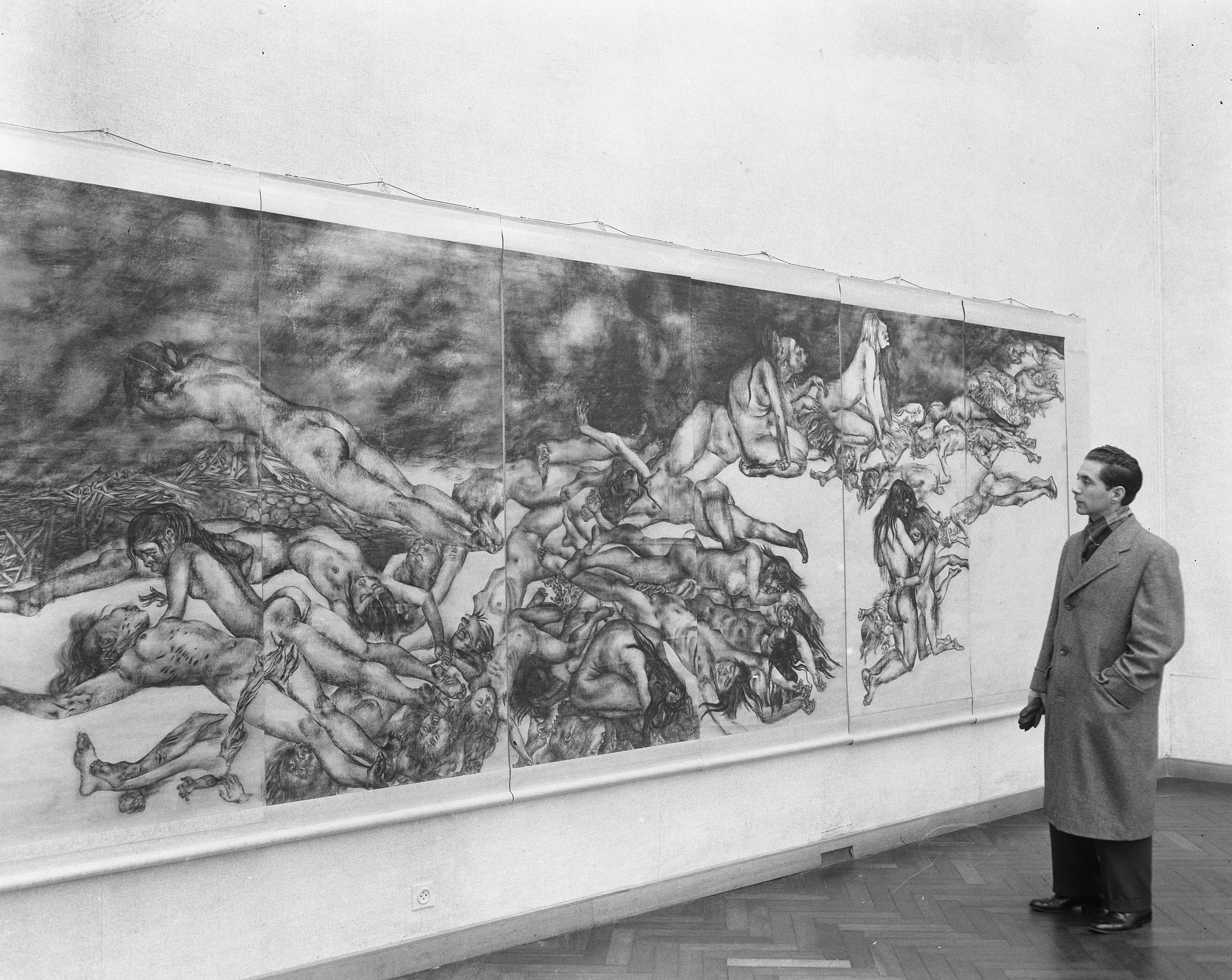
L´un des quinze polyptyques de la bombe atomique des Maruki, V Boys and Girls, 1957, Joop van Bilsen.

Beaucoup d’œuvres plastiques ont été réalisées par des hibakusha sur la bombe et ses effets, souvent anonymes. Le mémorial de la Paix de Hiroshima possède plusieurs travaux plastiques.
- Hiroshima shohenzu (広島生変図, L'holocauste d'Hiroshima), Ikuo Hirayama.
- Peintures de la bombe atomique (en) (原爆の図, Genbaku no zu), Maruki Iri et Maruki Toshi, galerie Maruki.
- Exposition « Hibakusha – Dessins des survivants d’Hiroshima et de Nagasaki » accueillie par le Centre Joë Bousquet et son temps à la Maison des Mémoires, 30 juin au 28 octobre 2017[82].
- Carl Randall (artiste britannique ayant peint des portraits de hibakusha à Hiroshima, 2006/09).

### Arts de la scène
Même s'il n'est pas directement lié aux événements, les origines du Butō sont souvent liées aux bombes nucléaires et aux hibakusha.
- Les Sept Branches de la rivière Ōta de Robert Lepage et Ex Machina, 1994.

### Documentaires
- 1984 : Plus jamais d'Hiroshima (No more Hiroshima (en)) de Martin Duckworth
- 1986 : Hellfire: A Journey from Hiroshima de John Junkerman
- 1986 : Témoins d'Hiroshima (en) (ou Voix des Hibakusha) du Centre culturel de la paix d'Hiroshima
- 2005 : Hiroshima (en) de Paul Wilmshurst, BBC
- 2007 : Lumière blanche/pluie noire (White Light/Black Rain: The Destruction of Hiroshima and Nagasaki (en)) de Steven Okazaki (en), HBO
- 2014 : Hiroshima, la véritable histoire de Lucy van Beek, Brook Lapping Productions
- 2015 : Als die Sonne vom Himmel fiel (en) de Aya Domenig
- Voices of the survivors from Hiroshima and Nagasaki (VOSHN), neuf disques